# Kazuya Okazaki
Kazuya Okazaki (født 28. juli 1991) er en tidligere japansk fodboldspiller.
Han har spillet for flere forskellige klubber i sin karriere, herunder Fagiano Okayama.